# Iñaki Williams
Pour les articles homonymes, voir Williams.
Iñaki Williams Arthuer, né le 15 juin 1994 à Bilbao, est un footballeur international ghanéen, qui évolue au poste d'attaquant à l'Athletic Club. Il est le frère aîné de Nico Williams.

## Biographie

### En club
Né à Bilbao et d'origine ghanéenne par ses parents, Williams rejoint le centre de formation de l'Athletic Club à l'âge de 16 ans. La même année, il fait ses débuts avec le club de troisième division du CD Baskonia.
Le 25 juin 2013, Williams signe un contrat avec le club basque jusqu'en 2017. En 2014-2015, auteur de 13 buts en championnat avec la réserve du Bilbao Athletic, il est promu en équipe première par l'entraîneur Ernesto Valverde, profitant de la mise à l'écart d'Enrique Sola et d'une blessure de Guillermo Fernández. Le 13 décembre 2014, Williams fait ses débuts avec l'Athletic Club. En effet, il remplace Aritz Aduriz lors de la défaite 0-1 face au Córdoba CF. Il devient alors l’un des rares joueurs d’origine africaine à jouer dans l’équipe première dans l’histoire de l’Athletic, devancé chronologiquement notamment par Jonás Ramalho.
Le 19 février 2015, lors du seizième de finale de Ligue Europa opposant son club au Torino, Williams inscrit son premier but pour le club basque. Le 17 mai 2015, face au club d'Elche CF, il inscrit cette fois-ci son premier but en championnat, lors d'une victoire 3-2 des Basques. Le 31 mai 2015, il marque un but en finale de la Coupe d'Espagne (défaite 3 à 1 face au FC Barcelone).
En janvier 2016, son contrat est prolongé jusqu'en 2021, sa clause libératoire passant de 20 à 50 millions d'euros.
Le 17 janvier 2018, Williams prolonge avec le club basque jusqu'en 2025. Sa clause libératoire est désormais fixée à 80 M€ et évolue progressivement jusqu’à 108 M€,.
En janvier 2019, il met fin à une série de 770 jours sans marquer à San Mamés en inscrivant un doublé face au Sevilla FC qui donne la victoire à son équipe (2-0).
Le 12 août 2019, devant l'intérêt de Manchester United, Iñaki Williams prolonge son contrat avec le club basque jusqu'en 2028. Sa clause libératoire est désormais fixée à 135 M€,.
Á la suite d'un match de championnat face à l'Espanyol (1-1), le 25 janvier 2020, Williams confie qu'il a été victime de cris racistes de la part de certains supporters catalans. Une enquête judiciaire a ensuite été ouverte.

### Espagne
Le 20 mars 2015, Williams a reçu sa première convocation en équipe nationale, étant sélectionné dans l'équipe des moins de 21 ans de l'Espagne dirigée par Albert Celades pour des matchs amicaux contre la Norvège et la Biélorussie. Il a fait ses débuts le 26 contre la Norvège, remplaçant le buteur Munir El Haddadi à la mi-temps lors d'une victoire amicale 2-0 à Cartagena.
Williams a été sélectionné comme l'un des 11 joueurs suppléants pour l'équipe d'Espagne de Vicente del Bosque lors de l'UEFA Euro 2016. Il a fait ses débuts en équipe senior le 29 mai, remplaçant son compatriote débutant Marco Asensio à l'heure de jeu lors d'une victoire amicale 3-1 contre la Bosnie-Herzégovine.
Le 12 octobre 2018, Williams a fait ses débuts pour l'équipe représentative du Pays basque, jouant les 90 minutes complètes lors d'une victoire 4-2 contre le Venezuela au stade Mendizorrotza.

### Ghana
Vers le moment de ses débuts avec l'Espagne en 2016, Williams était également convoité par l'équipe nationale du Ghana, étant observé par leur éclaireur espagnol, Gerard Nus. En 2021, n'ayant pas fait d'apparitions compétitives pour l'Espagne qui l'auraient lié définitivement à sa nation de naissance, il a évoqué la possibilité de jouer pour le Ghana : « Mes parents viennent d'Accra et j'aime vraiment y aller. Mais je n'y suis pas né ni élevé, ma culture est ici, et il y a des joueurs pour qui cela signifierait plus. Je ne pense pas que ce serait juste de prendre la place de quelqu'un qui mérite vraiment d'y aller et qui se sent à 100 % ghanéen. » Les médias locaux ont interprété cela comme un rejet de toute approche des Black Stars,.
Finalement, le 5 juillet 2022, Williams a annoncé qu'il se mettait à la disposition de la nation africaine en vue de la Coupe du monde de la FIFA 2022,. En septembre, il a reçu sa première convocation pour des matchs amicaux avec le Brésil et le Nicaragua. Il a fait ses débuts contre le Brésil, jouant la seconde mi-temps de la défaite 3-0 au Havre. Il a été sélectionné dans l'équipe du Ghana pour la phase finale au Qatar ; au sein de l'équipe, il a été surnommé  « Kweku » en référence au jour de sa naissance, conformément à la coutume ghanéenne. Le 31 décembre 2023, il est retenu dans la liste des vingt-sept joueurs ghanéens sélectionnés par Chris Hughton pour disputer la Coupe d'Afrique des nations 2023.

## Vie personnelle
Williams a reçu son prénom basque en l'honneur d'un prêtre, travailleur de Caritas Internationalis à Bilbao, qui a aidé ses parents après leur arrivée en Espagne l'année de sa naissance ; ils avaient reçu le conseil d'un avocat non identifié de prétendre venir d'un pays en guerre, à savoir le Liberia, lorsqu'ils sont entrés pour la première fois dans le pays,. Son frère cadet, Nico, est également footballeur et attaquant ; lui aussi a été formé à l'Athletic Bilbao,,,.
Williams a été l'une des vedettes de la série documentaire télévisée Six Dreams d'Amazon Prime, enregistrée pendant la saison 2017-2018. Il parle espagnol, akan, basque et anglais,. En 2021, il a déclaré que lui et sa famille avaient perdu la maîtrise de l'anglais, mais communiquaient toujours avec ses parents dans le dialecte twi de l'akan.

## Statistiques
| Saison                | Club                  | Championnat           | Championnat | Championnat | Championnat | Coupe(s) nationale(s) | Coupe(s) nationale(s) | Coupe(s) nationale(s) | Supercoupe | Supercoupe | Supercoupe | Compétition(s) continentale(s) | Compétition(s) continentale(s) | Compétition(s) continentale(s) | Compétition(s) continentale(s) | Espagne/ Ghana | Espagne/ Ghana | Espagne/ Ghana | Total | Total | Total |
| Saison                | Club                  | Division              | M.          | B.          | P.d.        | M.                    | B.                    | P.d.                  | M.         | B.         | P.d.       | Comp.                          | M.                             | B.                             | P.d.                           | M.             | B.             | P.d.           | M.    | B.    | P.d.  |
| 2013-2014             | CD Baskonia           | D4                    | 18          | 7           | -           | -                     | -                     | -                     | -          | -          | -          | -                              | -                              | -                              | -                              | -              | -              | -              | 18    | 7     | 0     |
| 2013-2014             | Bilbao Athletic       | D3                    | 14          | 8           | 3           | -                     | -                     | -                     | -          | -          | -          | -                              | -                              | -                              | -                              | -              | -              | -              | 14    | 8     | 3     |
| 2014-2015             | Bilbao Athletic       | D3                    | 18          | 13          | 3           | -                     | -                     | -                     | -          | -          | -          | -                              | -                              | -                              | -                              | -              | -              | -              | 18    | 13    | 3     |
| Sous-total            | Sous-total            | Sous-total            | 32          | 21          | 6           | -                     | -                     | -                     | -          | -          | -          | -                              | -                              | -                              | -                              | -              | -              | -              | 32    | 21    | 6     |
| 2014-2015             | Athletic Bilbao       | Liga                  | 19          | 1           | 1           | 4                     | 1                     | 0                     | -          | -          | -          | C3                             | 2                              | 1                              | 0                              | -              | -              | -              | 25    | 3     | 1     |
| 2015-2016             | Athletic Bilbao       | Liga                  | 25          | 8           | 3           | 5                     | 3                     | 0                     | -          | -          | -          | C3                             | 7                              | 2                              | 2                              | 1              | 0              | 0              | 38    | 13    | 5     |
| 2016-2017             | Athletic Bilbao       | Liga                  | 38          | 5           | 6           | 3                     | 2                     | 0                     | -          | -          | -          | C3                             | 8                              | 1                              | 1                              | -              | -              | -              | 49    | 8     | 7     |
| 2017-2018             | Athletic Bilbao       | Liga                  | 38          | 7           | 6           | 1                     | 0                     | 0                     | -          | -          | -          | C3                             | 13                             | 3                              | 2                              | -              | -              | -              | 52    | 10    | 8     |
| 2018-2019             | Athletic Bilbao       | Liga                  | 38          | 13          | 4           | 3                     | 2                     | 0                     | -          | -          | -          | -                              | -                              | -                              | -                              | -              | -              | -              | 41    | 15    | 4     |
| 2019-2020             | Athletic Bilbao       | Liga                  | 38          | 6           | 1           | 8                     | 4                     | 2                     | -          | -          | -          | -                              | -                              | -                              | -                              | -              | -              | -              | 46    | 10    | 3     |
| 2020-2021             | Athletic Bilbao       | Liga                  | 38          | 6           | 6           | 6                     | 1                     | 1                     | 2          | 1          | 1          | -                              | -                              | -                              | -                              | -              | -              | -              | 46    | 8     | 8     |
| 2021-2022             | Athletic Bilbao       | Liga                  | 38          | 8           | 5           | 4                     | 0                     | 0                     | 2          | 0          | 0          | -                              | -                              | -                              | -                              | -              | -              | -              | 44    | 8     | 5     |
| 2022-2023             | Athletic Bilbao       | Liga                  | 36          | 10          | 3           | 6                     | 1                     | 2                     | -          | -          | -          | -                              | -                              | -                              | -                              | 8              | 0              | 0              | 50    | 11    | 5     |
| 2023-2024             | Athletic Bilbao       | Liga                  | 34          | 12          | 3           | 5                     | 2                     | 2                     | -          | -          | -          | -                              | -                              | -                              | -                              | 9              | 1              | 0              | 48    | 15    | 5     |
| 2024-2025             | Athletic Bilbao       | Liga                  | 35          | 6           | 10          | 2                     | 0                     | 0                     | 1          | 0          | 0          | C3                             | 12                             | 5                              | 1                              | 6              | 1              | 0              | 56    | 12    | 11    |
| 2025-2026             | Athletic Bilbao       | Liga                  | 1           | 0           | 0           | -                     | -                     | -                     | -          | -          | -          | -                              | -                              | -                              | -                              | -              | -              | -              | 1     | 0     | 0     |
| Sous-total            | Sous-total            | Sous-total            | 378         | 82          | 48          | 47                    | 16                    | 7                     | 5          | 1          | 1          | -                              | 42                             | 12                             | 6                              | 24             | 2              | 0              | 496   | 113   | 62    |
| Total sur la carrière | Total sur la carrière | Total sur la carrière | 428         | 110         | 54          | 47                    | 16                    | 7                     | 5          | 1          | 1          | -                              | 42                             | 12                             | 6                              | 24             | 2              | 0              | 546   | 141   | 68    |

## Palmarès

### En club
- Athletic Bilbao
  - Coupe d'Espagne (1)
    - Vainqueur : 2024
    - Finaliste :  2015, 2020 et 2021

  - Supercoupe d'Espagne (2)
    - Vainqueur :  2015 et 2021
    - Finaliste : 2022

  - Meilleur Joueur de la finale de la Supercoupe d'Espagne en 2021
  - Joueur du mois de janvier 2019 en Primera División

### En équipe nationale
- Espagne
  - Espagne espoirs
    - Finaliste du Championnat d'Europe en 2017.